# Schimmelpenninck van der Oye

Familiewapen Schimmelpenninck van der Oye

Schimmelpenninck van der Oye is een oud adellijk geslacht afkomstig uit Zutphen dat veel bestuurders voortbracht.

## Geschiedenis
De stamreeks begint met Jacob Schimmelpenninck, vermeld te Zutphen vanaf 1418, schepen van Zutphen vanaf 1420, raad vanaf 1422, bestuurder op het gericht van Veluwe vanaf 1426, die in of kort na 1452 overleed. Ook zijn nageslacht vervulde functies in Zutphen en in het gericht en de ridderschap van Veluwe. Na het huwelijk in 1453 van Sander Schimmelpenninck met Elsabé van der Oye noemden nakomelingen zich Schimmelpenninck van der Oye.
Van deze zelfde Jacob Schimmelpenninck en diens vrouw Jutte Iseren stamt de stamvader van het adellijke geslacht Schimmelpenninck die van hen een achterkleinzoon was, want een natuurlijke zoon van hun kleinzoon Jacob Johansz. Schimmelpenninck.

### Adelsbesluiten
Bij keizerlijk (Frans) besluit van 27 januari 1813 werd Willem Anne Schimmelpenninck van der Oye (1750-1816) baron de l'Empire. Bij Souverein Besluit van 28 augustus 1814 werden twee leden van het geslacht benoemd in de ridderschap van Gelderland. Bij KB van 22 augustus 1820 werd voor het geslacht Schimmelpenninck van der Oye de titel van baron erkend (op te vatten als erkenning met de titel van baron/barones voor de leden van het geslacht die niet in de ridderschap benoemd waren).

## Enkele telgen

### Oudste tak
- Assueer Jacob Schimmelpenninck van der Oye, heer van Watergoor (1769-1810), burgemeester van Hattem
  - Alexander Carel Jacob baron Schimmelpenninck van der Oye (1796-1877), Landcommandeur (1868-1877) van de Ridderlijke Duitsche Orde, Balije van Utrecht
    - Henriette Marie Jeannette barones Schimmelpenninck van der Oye (1826-1894), dame du palais, grootmeesteres van Prinses Hendrik; trouwde in 1853 met mr. Floris Adriaan baron van Hall (1791-1866), minister en minister van Staat
    - Mr. Willem Assueer Jacob baron Schimmelpenninck van der Oye (1834-1886), lid gemeenteraad van 's-Gravenhage, opperceremoniemeester en grootmeester van koning Willem III; trouwde in 1855 met jkvr. Cornelia Maria Steengracht (1831-1906), dochter van Henriette Jeanne Christine barones van Neukirchen genaamd Nyvenheim, vrouwe van Duivenvoorde, Voorschoten, Veur en Heerjansdam waardoor kasteel Duivenvoorde in bezit van het geslacht Schimmelpenninck van der Oye kwam
      - Henriette Marie Sophie barones Schimmelpenninck van der Oye, vrouwe van Heerjansdam (1856-1925), dame du palais; trouwde in 1881 met jhr. mr. Dirk Arnold Willem van Tets, heer van Oud- en Nieuw-Goudriaan (1844-1930), minister
        - jhr. mr. George Catharinus Willem van Tets, heer van Oud- en Nieuw Goudriaan (1882-1948), directeur van het Kabinet der Koningin
          - jkvr. Marie Henriette Sophie van Tets, vrouwe van Heerjansdam (1914-2009); trouwde in 1951 mr. Willem Adriaan Johan Visser (1904-1975), burgemeester van 's-Gravenhage

      - Maria Cornelia barones Schimmelpenninck van der Oye (1857-1891); trouwde in 1878 met jhr. mr. Jacob Willem Gustaaf Boreel, 10e Baronet, heer van Hogelanden (1852-1937), burgemeester en Tweede Kamerlid
      - Dr. Alexander Willem baron Schimmelpenninck van der Oye, heer van Santhorst, Oosterland, Sirjansland en Oosterstein (1859-1914), diplomaat
        - Willem Anne Assuerus Jacob baron Schimmelpenninck van der Oye, heer van Duivenvoorde, Rozenburg, Voorschoten en Veur (1889-1957), jagermeester van koningin Wilhelmina, kamerheer i.b.d. van de koningin, hoogheemraad van Rijnland, lid gemeenteraad van Voorschoten
        - Ludolphine Henriette barones Schimmelpenninck van der Oye, vrouwe van Duivenvoorde, Rozenburg, Voorschoten, Veur en Santhorst (1891-1965), hofdame honorair, bracht kasteel Duivenvoorde onder in een stichting
        - Frans Arnold Leo Carel baron Schimmelpenninck van der Oye, heer van Oosterland, Sirjansland en Oosterstein (1905-2001)
        - Mr. Hendrik Nicolaas baron Schimmelpenninck van der Oye (1907-1971), burgemeester; trouwde in 1936 met jkvr. Johanna Maria Beelaerts van Blokland (1912-2003), bewoners van kasteel Duivenvoorde
          - Ludolphine Emilie barones Schimmelpenninck van der Oye (1944); trouwde in 1969 met Roland Daniël van Haersma Buma (1944), bewoners van kasteel Duivenvoorde
          - Alexander Willem baron Schimmelpenninck van der Oye, heer van Voorschoten en Veur (1948), bestuurder uitgeverijen Kluwer en Springer, bewoner landgoed Duivenvoorde

        - Alexander baron Schimmelpenninck van der Oye (1913-1942), als gijzelaar gefusilleerd; trouwde in 1941 met Catharina Telders (1921-2011), grootmeesteres van koningin Beatrix

      - Hendrik Nicolaas baron Schimmelpenninck van der Oye (1862-1910), rentmeester Kroondomein
        - Marie Cornelie Aimée barones Schimmelpenninck van der Oye (1887-1975); trouwde in 1910 met mr. Eduard Otto Joseph Maria baron van Hövell van Wezeveld en Westerflier (1877-1936), burgemeester en Commissaris van de Koningin
        - Felicia Maria barones Schimmelpenninck van der Oye (1889-1952); trouwde in 1915 met Herman Franciscus Maria baron van Voorst tot Voorst (1886-1971), luitenant-generaal , lid Raad van State, grootofficier van de koningin, lid Eerste Kamer der Staten-Generaal
        - Henri Felix Marie baron Schimmelpenninck van der Oye (1903-1971), burgemeester van Ootmarsum

  - Willem Anne baron Schimmelpenninck van der Oye, heer van de beide Pollen en Nijenbeek (1800-1872), minister, Commissaris van de Koning, lid Eerste Kamer, voorzitter van de Tweede Kamer
    - Sophia barones Schimmelpenninck van der Oye (1828-1897); trouwde in 1850 met mr. Justinus Egbert Hendrik baron van Nagell (1825-1901), Eerste Kamerlid
      - Anne Willem Jacob Joost baron van Nagell (1851-1936), landcommandeur van de Ridderlijke Duitsche Orde, Balije van Utrecht, burgemeester van Barneveld

    - Mr. Willem Anne Assueer Jacob baron Schimmelpenninck van der Oye, heer van de beide Pollen (1834-1889)
    - Alexander baron Schimmelpenninck van der Oye, heer van de beide Pollen en Nyenbeek (1839-1918)
      - Nicoline Adriana Sophie barones Schimmelpenninck van der Oye, vrouwe van de beide Pollen en Nijenbeek (1865-1921); trouwde in 1893 met jhr. mr. Rudolf Everard Willem van Weede, heer van de beide Pollen en Nijenbeek (1858-1933), lid Provinciale Staten van Gelderland, hofmaarschalk van de koningin-moeder, grootmeester van koningin Wilhelmina, d.d. bij de koningin-moeder; de beide Pollen en Nijenbeek gingen door dit huwelijk over naar het geslacht Van Weede

  - Hendrik Jan baron Schimmelpenninck van der Oye (1804-1844), lid Provinciale Staten van Gelderland
    - Assueer Jacob baron Schimmelpenninck van der Oye (1835-1915), burgemeester
      - Assueer Jacob baron Schimmelpenninck van der Oye (1872-1945)
        - Cornelis Johannes baron Schimmelpenninck van der Oye (1906-1987), effectenmakelaar
          - Drs. Elsabe Margareta barones Schimmelpenninck van der Oije (1941), Eerste Kamerlid; trouwde in 1965 met de ergonoom dr. Johan Wilhelm Hendrik Kalsbeek (1921-2017)
          - Drs. Coenraet Otto Alexander baron Schimmelpenninck van der Oije (1943), archivaris en museumdirecteur, oud-voorzitter van de Hoge Raad van Adel, oud-kamerheer van koningin Beatrix

    - Jan Elias Nicolaas baron Schimmelpenninck van der Oye, heer van Hoevelaken (1836-1914), Voorzitter van de Eerste Kamer
      - Mr. Alphert baron Schimmelpenninck van der Oye (1880-1943), voorzitter van het Nederlands Olympisch Comité tijdens de Olympische Zomerspelen van 1928 in Amsterdam
        - Gratia Maria Margaretha barones Schimmelpenninck van der Oye (1912-2012), skikampioene

### Jongste tak
Andries Schimmelpenninck van der Oye (1705-1776), in de Ridderschap van Veluwe, burgemeester van Harderwijk en Arnhem, drost van het Loo, landdrost van Veluwe, landrentmeester-generaal; trouwde in 1749 met Woltera Geertruid van Wijnbergen, vrouwe van de beide Pollen (1723-1798), dochter van Dithmar van Wijnbergen, heer van de beide Pollen en Horssen en Anna Elisabeth Schimmelpenninck
- Jhr. Willem Anne Schimmelpenninck van der Oye, heer van de beide Pollen en (door koop 1778) van Nijenbeek (1750-1816), in de Ridderschap van Veluwe, burgemeester van Arnhem, gecommitteerde ter Staten-Generaal, landrentmeester-generaal van Gelre
- Anna Elisabeth barones Schimmelpenninck van der Oye (1752-1822); trouwde in 1777 met Adolph Warner baron van Pallandt, heer van Eerde en Beerse (1745-1823), lid van de Eerste Kamer der Staten-Generaal
- Gerrit Dithmar baron Schimmelpenninck van der Oye (1754-1828), in de Ridderschap van Veluwe, burgemeester van Harderwijk, luitenant-opperjagermeester, commandeur Duitsche Orde, lid Provinciale Staten van Gelderland